# السعودية في دورة الألعاب الآسيوية 1982
شاركت السعودية في دورة الألعاب الآسيوية 1982، وقد كانت هذه المرة الأولى التي تشارك فيها المملكة العربية السعودية في الألعاب الآسيوية، أقيمت دورة الألعاب الآسيوية لعام 1982م، في نيودلهي بالهند، في الفترة ما بين 12 نوفمبر إلى 4 ديسمبر، وكانت هذه الدورة هي الأولى رسميًا بإشراف المجلس الأولمبي الآسيوي (اتحاد الالعاب الاسيوية سابقًا) وقد شارك في هذه الدورة 4595 رياضيًا من 33 لجنة أولمبية وطنية في هذه الألعاب، حيث تتنافس في 147 حدثًا في 21 رياضة و22 تخصصًا. وقد حققت هذه البطولة رقماً قياسياً في عدد الدول المشاركة حيث وصل عدد الدول المشاركة إلى 33 دولة ويعتبر هذا العدد من الدول المشاركة هو الأكبر في تاريخ الألعاب الآسيوية حتى ذلك الوقت. وتجدر الإشارة إلى أنه تم تضمين كرة اليد والفروسية والتجديف والغولف للمرة الأولى؛ واستُبعدت المبارزة والبولينج.

## مشاركة السعودية في الألعاب الأسيوية 1982
حصلت السعودية على برونزية وحيدة في تلك الألعاب وقد حصل عليها المنتخب السعودي الأولمبي لكرة القدم، ليكون ترتيب المنتخب السعودي في تلك الألعاب هو 19 من بين الدول المشاركة بالاشتراك مع قطر والبحرين، وهونغ كونغ، وفيتنام.

## الدول المشاركة في دورة الألعاب الأسيوية لكرة القدم 1982
بلغ عدد الدول المشاركة في هذه الدورة ستة عشرا منتخباً مقسمة على أربع مجموعات:
- المجموعة الأولى: تضم السعودية، وكوريا الشمالية، وسوريا، وتايلاند.
- المجموعة الثانية: الكويت، والعراق، والنيبال، وميانمار.
- المجموعة الثالثة: الهند، والصين، وبنغلادش، وماليزيا.
- المجموعة الرابعة: اليابان، وكوريا الجنوبية، وإيران، واليمن الجنوبي.

## الطريق إلى البرونزية
استطاع المنتخب الأولمبي السعودي لكرة القدم التأهل عن مجموعته الأولى برفقة كوريا الشمالية بعد أن احتل المركز الثاني في مجموعته برصيد 4 نقاط، وهو نفس رصيد كوريا الشمالية من النقاط ولكن تصدرت كوريا الشمالية بفارق الأهداف، حيث جمع المنتخب السعودي نقاطه بفوزه على تايلاند بهدف مقابل لا شيء، وتعادل مع سوريا بهدف لمثله، وتعادل مع كوريا الشمالية بهدفين لكل منها، وتجدر الإشارة إلى أنه في ذلك الوقت كان الفوز يحسب بنقطتين وليس ثلاث نقاط.
وفي يوم الأحد الموافق 27/11/1982م، التقي المنتخب السعودي في دور ربع النهائي مع نظيره المنتخب الهندي صاحب الأرض واستطاع أن يقصيه من هذا الدور ويواصل تقدمه بنتيجة هدف مقابل لا شيء.
وفي يوم الأربعاء 1/12 من ذلك العام كان المنتخب السعودي على موعد مع شقيقه المنتخب العراقي حيث استطاع المنتخب العراقي الفوز بهدف مقابل لا شيء، وتجد الإشارة أن المنتخب العراقي فاز بلقب تلك الدورة في النهاية.
وفي اليوم التالي أعلنت اللجنة الأولمبية الآسيوية حصول المنتخب السعودي على مركز برونزية تلك الدورة والمركز الثالث بعد شطب عضوية كوريا الشمالية.